# Résolution 1103 du Conseil de sécurité des Nations unies
Membres permanents
- Chine
- États-Unis
- France
- Royaume-Uni
- Russie

Membres non permanents
- Chili
- Corée du Sud
- Costa Rica
- Égypte
- Guinée-Bissau
- Japon
- Kenya
- Pologne
- Portugal
- Suède

Résolution no 1102 Résolution no 1104
La résolution 1103 du Conseil de sécurité des Nations unies, adoptée à l'unanimité le 31 mars 1997, après avoir rappelé toutes les résolutions sur les conflits en ex-Yougoslavie et notamment les résolutions 1035 (1995) et 1088 (1996), a autorisé un renforcement des forces de la Mission des Nations unies en Bosnie-Herzégovine (MINUBH).
Le Conseil de sécurité a réitéré qu'il était important que les accords de Dayton soit pleinement mis en œuvre, en particulier les dispositions sur la coopération avec le Tribunal pénal international pour l'ex-Yougoslavie. Le 14 février 1997, le tribunal arbitral s'est prononcé sur le district controversé de Brčko entre les deux entités fédérées de Bosnie-Herzégovine.
La résolution a ensuite autorisé une augmentation des effectifs de la MINUBH de 186 policiers et 11 personnels civils sur recommandation du secrétaire général afin qu'elle puisse remplir son mandat tel que décrit dans la résolution 1088 (1996). Toutes les parties ont été invitées à mettre en œuvre l'accord de paix et à coopérer avec la Force internationale de police des Nations unies. Il était également important que cette force coopère avec la Force de stabilisation, en particulier à Brčko.

## Voir également
- Guerre de Bosnie-Herzégovine
- Guerres de Yougoslavie